# Pivot Stickfigure Animator
Pivot Stickfigure Animator, generalmente abreviado "Pivot", es una aplicación gratuita para Windows, que permite a los usuarios crear animaciones con figuras de palo y guardarlas en formato GIF (Graphics Interchange Format, Formato de Gráficos Intercambiables) utilizado en páginas web y que también puede ser convertido a vídeo utilizando otros programas, como por ejemplo Windows Movie Maker.
Pivot ofrece una interfaz sencilla y fácil de utilizar con pocas características. Utiliza una longitud fija de los "palos" para garantizar la coherencia de tamaño durante la animación, algo que no es tan sencillo de recrear en otros programas de animación profesionales como Autodesk Maya o Macromedia Flash.
Pivot es muy conocido ya que las animaciones que se han creado con él normalmente son subidas a Youtube. Las animaciones incluyen básicamente vídeos musicales, combates y humor.

## Desarrollo

### Primera versión
Esta versión de Pivot Animator tenía varios errores de programación, al igual que la mayoría de programas de primera generación. Las figuras de palo estaban limitadas a un solo tipo de figura, la figura humana

### Pívot 2.2
La segunda versión principal de Pívot Animador. Esta versión implementó el "constructor de figuras de palo" que permitía a los usuarios crear sus propios diseños de figuras de palo y guardarlas en formato STK. Esto permitió a los usuarios de Pívot disponer de una cantidad de opciones de animación mucho más amplia. También resolvió algunos errores menores, añadió los botones a la interfaz principal para llevar la figura de palo delante o detrás de otras figuras, y la opción de comprobar de forma automática la seguridad de que los usuarios no perdieran proyectos todavía no guardados.

### Pivot 2.2.5
En esta versión, Pivot fue presentado como un paquete instalador MSI garantizando que el programa se instalara correctamente. Esto hizo que el uso de claves de registro (.reg) facilitara la instalación y que se establecieran correctamente las asociaciones de archivos necesarias entre las animaciones y las figuras de palo. Otras adiciones incluyen iconos únicos para los archivos .PIV y .STK, la posibilidad de cargar fondos JPEG, y advertencias extras para cuando un usuario que intenta sobrescribir un archivo existente se asegure de que la animación con la que estaba trabajando no se ha perdido.

### Pivot 2.2.6
Se arreglaron unos cuantos errores menores y se mejoró el instalador

### Pivot 2.2.7
El 6 de noviembre de 2013, Peter Bone anunció el lanzamiento de la versión 2.2.7. Afirmó que no era muy diferente de la versión anterior.

### Pivot 3.1 Beta

Una animación realizada en Pivot.

Esta versión fue enviada a los grupos de Pivot Animation MSN con la intención de que fuera testeada, pero la versión Beta se filtró al público en general por medio de diversas fuentes no oficiales. Varias características habían sido mejoradas enormemente y se habían añadido otras nuevas. Tenía una interfaz mejorada, con nuevos iconos, una mejora en la figura humana por defecto con brazos y piernas más vigorosas y una reorganización de las funciones. Las nuevas características incluyen la posibilidad de importar cualquier imagen como un sprite para que se mueva alrededor de la animación como una figura de palo. Otra característica añadida era la posibilidad de tener múltiples fondos en una animación. Cuando un usuario guarda un archivo .piv, la velocidad de los fotogramas se guarda conjuntamente. Esta versión Beta tiene errores que echan a perder partes de una animación. Uno de los errores conocidos es "el punto flotante no válido" que puede provocar que los fotogramas de la animación queden corruptos al guardarlos. Otro error es que al guardar la animación de Pivot en un archivo .avi aparece un mensaje de error con el texto "aún no está listo".

### Pivot 4.1
El 30 de septiembre de 2012, Peter Bone creó una página en Facebook llamada "Pivot Animator". El objetivo de esta página es mantener al día a los usuarios sobre el progreso y el desarrollo de Pivot.
La nueva versión promete varias características nuevas, todas ellas mencionadas en la página de Facebook:
- Corrección de todos los errores en Pivote 2 y Pivote 3 beta
- Transparencia/opacidad
- Todos los mandos dibujados en la parte superior de las figuras podrán moverse con más facilidad.
- Un área de edición rodeando al área de animación para facilitar el movimiento de objetos fuera de la pantalla.
- Botón de duplicar una figura.
- Selección de multi-figuras.
- Cambiar la longitud de los segmentos de animación pulsando la tecla Ctrl mientras se arrastra.
- Cambiar la escala y girar la figura completa pulsando la tecla Alt mientras se arrastra.
- Panorámica y zoom y girar todo (previa selección de las figuras).
- Mejoras en los selectores de figuras y fondos (muestra las imágenes en una lista).
- Botón de separar segmento en el creador de figuras.
- Eliminar un segmento aunque tenga otros segmentos unidos al final del mismo o eliminar una rama completa.
- Copiar y pegar múltiples marcos.
- En la figura constructor, configure círculo lleno o no lleno o rellene en blanco
- Cambia la ubicación de la manija naranja en el constructor de figuras.
- Mejora de las opciones de gif (tramado)
- Avi apoyo a la exportación de vídeo
- Úna figuras juntas (para la creación de múltiples figuras de colores * o para mantener las armas, etc)
- Soporte PNG para los fondos y sprites y exportación como imágenes
- Pulse la tecla de borrar para eliminar la figura o de un segmento en la figura constructor * más otros atajos
- Botones de orden figura; mantenga pulsada la tecla ctrl para enviar 1 atrás o 1 delante
- Mejora de la calidad de las exportaciones Gif
- Múltiples Lenguajes
- Múltiples pieles de cebolla (Hasta 9)
- Deshacer botón / rehacer con múltiples niveles de deshacer
- Mejora tamaños de brazo
- salva figuras en el formato Pivot 2
- el paso a través de los marcos
- Cambiar el fondo o la repetición número de bastidor en varios marcos
- Archivo de ayuda

Pivot Animator 4.1.10 fue lanzado como una versión "estable " de la 4.1 y sigue siendo la última versión no en desarrollo hasta el momento (desde octubre del 2015).
Pivot 4.2 se anunció el 23 de diciembre en el 2014 seguido de una versión en desarrollo lanzada el 1 de enero de 2015.
Sus nuevas características incluyen copiar y pegar figuras de palo y sprites seleccionados, una ventana transparente en el constructor de figuras, y la capacidad de exportar imágenes en el formato de Gráficos Vectoriales Redimensionables (SVG).

## Pivot 5
Nuevas mejoras cómo:
Inbetween
Doblar a las figuras como una curva con click derecho
Cámara "Virtual"
Exportar en otros formatos de video
Gradientes en los fondos
Colores sólidos para el fondo
Color en cada línea de la figura
Gradientes en cada línea de la figura
"Glow"
Texto (Con Los Fonts del sistema, se pueden agregar más en el panel de control)
Nuevo diseño estilo Windows 10
Polígonos
No se modificarán mucho los sprites PNG
Se removieron las repeticiones de fotogramas

## Entrevista a los usuarios de Pivot
El grupo de habla hispana "All Pivoters", logró contactar con Peter Bone (el creador de Pivot) y le realizaron una entrevista. Esta se puede leer desde su página oficial.
Actualmente esta comunidad ha hecho dos entrevistas más, una a Nahuelz08 y otra a Senzo

## Doors Tribute Collaboration
El grupo de habla hispana "All Pivoters" se ha propuesto a crear un tributo al famoso doors collab.
Un usuario común, salido de la nada, CommanderLizzard, comenzó publicando la idea en el grupo de habla hispana, luego hizo lo mismo en foros conocidos como TheDarkDemon y PivotBrazil, la colaboración actualmente salió, consta de 2 partes de las cuales solo se ha publicado 1.